# Francesco Piccolomini (filosofo)
Francesco Piccolomini (Siena, 25 gennaio 1523 – Siena, 22 aprile 1607) è stato un filosofo italiano.

## Biografia
Nato nel 1523 dai senesi Niccolò, dottore in diritto civile e canonico, ed Emilia Saracini, si laureò a Siena in arti e medicina il 12 luglio 1546, sviluppando un crescente interesse per la filosofia. Intraprese la carriera accademica insegnando per tre anni all'università di Siena, poi a Macerata, e all'ateneo di Perugia dal 1550 al 1560. Trasferitosi a Padova, gli venne assegnata la prima cattedra straordinaria di filosofia naturale, poi ordinaria nel 1565. All'università di Padova entrò in concorrenza con il collega Federico Pendasio, e i due si resero partecipi di un'aspra disputa filosofica – circa l'interpretazione del terzo libro del De anima di Aristotele – che terminò solamente nel 1571 con il trasferimento di Pendasio a Bologna.
Fu professore stimato e richiesto dagli studenti, che affollavano le sue lezioni: ebbe con essi sempre ottimi rapporti, spesso aiutandoli nella stesura di scritti filosofici o scrivendo di proprio pugno testi da pubblicare a loro nome (è il caso dei Peripateticarum de anima disputationum libri septem di Pietro Duodo del 1575 e degli Academicarum contemplationum libri decem di Stefano Tiepolo del 1576). Torquato Tasso, che fu suo studente, ricorda le appassionate lezioni nel dialogo Il Costante overo de la clemenza del 1589. Lo stipendio di Piccolomini raggiunse nel 1589 i 1 400 fiorini annui, cifra di gran lunga superiore ai propri colleghi.
Abbandonata la professione universitaria nel 1598, rientrò a Siena e si dedicò completamente alla stesura di testi filosofici, concentrando i propri sforzi nella formulazione di una teoria sincretica tra aristotelismo e platonismo, atta a tentare una conciliazione tra Aristotele e Platone in ambito etico-politico.
Sposato dal 1572 con la nobildonna senese Fulvia Placidi, ebbe quattro figli: Niccolò, Alessandro, Caterina e Aurelia. Il 26 gennaio del 1605 ricevette un premio dall'Accademia dei Filomati, di cui era membro con il nome di Unico. Morì nel 1607 all'età di 84 anni, e fu sepolto nella chiesa di San Francesco.

## Opere
- Universa philosophia de moribus, Venezia, tip. Francesco De Franceschi (1583)
- Comes politicus, pro recta ordinis ratione propugnator, Venezia, tip. Francesco De Franceschi (1594)
- Libri ad scientiam de natura attinentes, Venezia, tip. Francesco De Franceschi (1596)
- Librorum Aristotelis de ortu et interitu lucidissima expositio, Venezia, tip. Francesco De Franceschi (1602)
- In tres libros de anima lucidissima expositio, Venezia, tip. Francesco De Franceschi (1602)
- Instituzione del principe (1602)[4]
- Compendio della scienza civile (1603)[5]
- Octavi libri naturalium auscultationum perspicua interpretatio, Venezia, tip. Francesco De Franceschi (1606)
- In libros de coelo lucidissima expositio, Venezia, tip. Francesco De Franceschi (1607) – postuma